# Ni Yulan

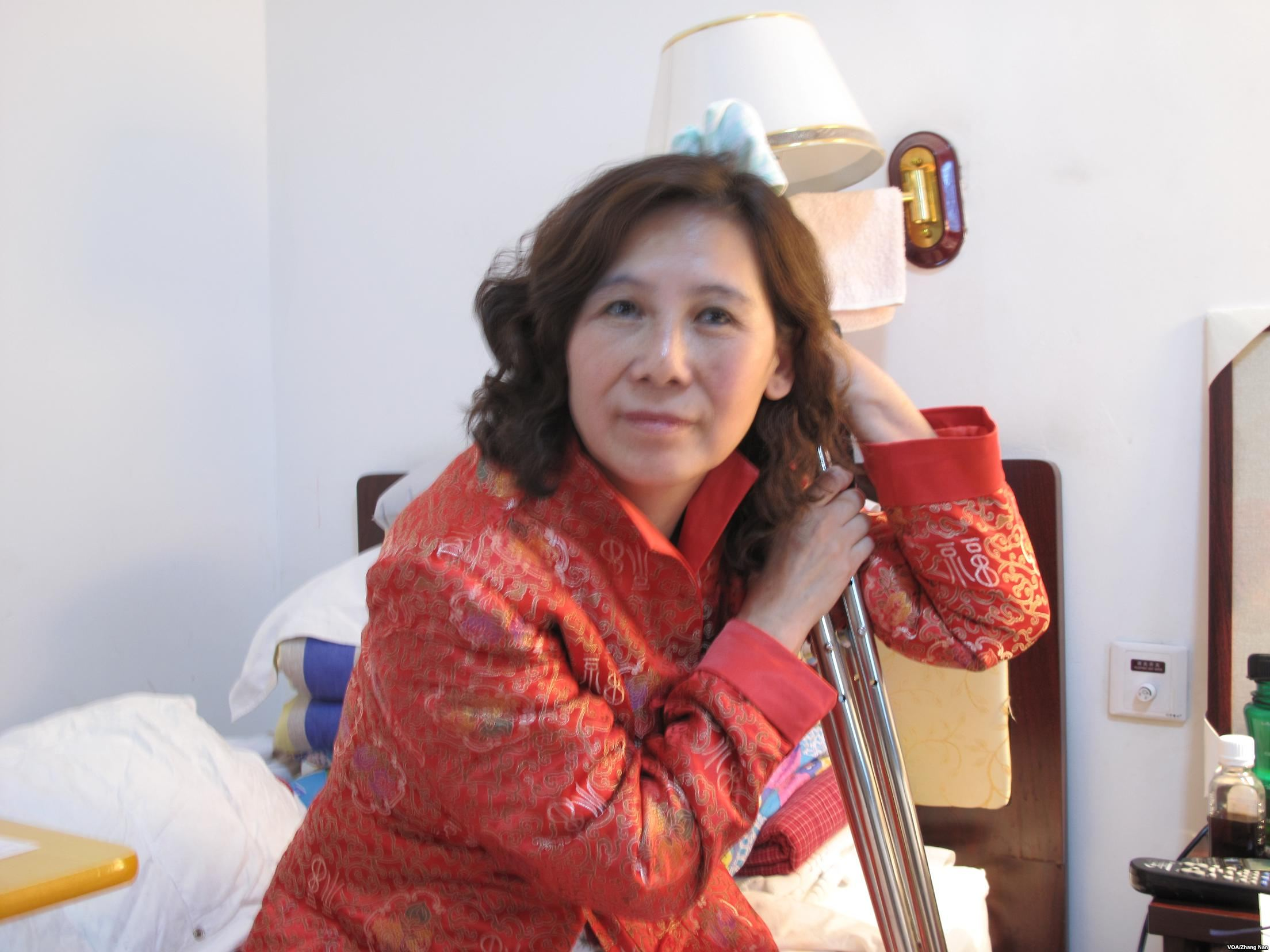
Ni Yulan (2010)

Ni Yulan (chinesisch 倪玉兰, Pinyin Ní Yùlán, * 24. März 1960) ist eine chinesische Anwältin und Bürgerrechtlerin. Wegen ihres Einsatzes für die Opfer von Landenteignungen wurde sie mehrmals festgenommen und zu mehrjährigen Haftstrafen verurteilt.

## Leben
Ni Yulan war 18 Jahre lang als Rechtsanwältin tätig und übernahm viele politisch brisante Fälle von Beschwerden und Protesten gegen den Abriss von Wohnhäusern. Vor den Olympischen Spielen in Peking 2008 wurde sie selbst Opfer von Enteignungen, als man ihr Haus in Peking entschädigungslos abriss und sie anschließend zu zwei Jahren Haft verurteilte. Im Zusammenhang mit den Protesten in China wurde sie am 7. April 2011 erneut verhaftet. Im April 2012 wurde Ni Yulan vom Xicheng Volksgericht in Peking wegen „Unruhestiftung und der Zerstörung fremden Eigentums“ zu einer Haftstrafe von zwei Jahren und acht Monaten verurteilt. Ihr Ehemann erhielt im gleichen Verfahren eine zweijährige Haftstrafe. Aufgrund physischer Misshandlungen und mangelhafter medizinischer Versorgung während eines Polizeigewahrsams 2002 ist Ni Yulan heute auf den Rollstuhl angewiesen.
Im März 2016 wurde Ni zusammen mit 13 anderen Frauen der International Women of Courage Award verliehen. Ni konnte nicht zu der Verleihungszeremonie, an der der US-amerikanische Außenminister John Kerry teilnahm, reisen, da die örtlichen Behörden ihr keinen Pass ausstellten. Von chinesischer Seite wurde die Verleihung an Ni als Schmutzkampagne gegen China bezeichnet.